# Zakavkazje
Zakavkazje (rusko Закавказье, latinizirano: Zakavkazje, armensko Անդրկովկաս, latinizirano: Andrkovkas), znano tudi kot Južni Kavkaz (rusko Южный Кавказ, latinizirano: Južnij Kavkaz, gruzinsko სამხრეთ კავკასია, latinizirano: Samxret Ḳavḳasia, azerbajdžansko Cənubi Qafqaz, Ҹәнуби Гафгаз) je geografsko območje v bližini gora južnega Kavkaza na meji Vzhodno Evropo in Bližnjim vzhodom . Zakavkazje približno ustreza sodobni Gruziji, Armeniji in Azerbajdžanu. Skupna površina teh držav meri približno 186.100 kvadratnih kilometrov. Zakavkazje in Ciskavkazija (Severni Kavkaz) skupaj sestavljata večje geografsko območje Kavkaza, ki deli Evrazijo.
Zakavkazje sega v južni del gorovja Kavkaz in njegove nižine, obdaja mejo med celinama Evropa in Azija ter sega na jug od južnega dela Velikega Kavkaza, območja jugozahodne Rusije do turške in armenske meje. Črno morje na zahodu do obale Kaspijskega jezera Irana na vzhodu. Območje vključuje južni del gorskega območja Velikega Kavkaza, celotno, pogorja Malega Kavkaza, Kolhidske nižine, Kura-Arazko nižino, Arasbaran (ali Qaradağ), gorovje Talis, Lankaransko nižavje, Javakheti in vzhodni del Armenskega visokogorja.
Vsa današnja Armenija je v Zakavkazju, večina današnjih Gruzije in Azerbejdžana, vključno z eksklavo Nahičevan, prav tako spada v to regijo. Deli Irana in Turčije so tudi vključeni v regijo Zakavkazje .  Regija je znan po olju, manganovi rudi, čaju, agrumih in vinu. Ostaja ena najbolj politično napetih regij na območju bivše Sovjetske zveze in vsebuje tri močno sporna območja: Abhazija, Južna Osetija in Gorski Karabah. Med letoma 1878 in 1917 je bila v Zakavkazje vključena tudi ruska provinca Karska oblast.

## Zgodovina
Herodot, grški zgodovinar, znan kot 'oče zgodovine' in Strabon, grški geograf, filozof in zgodovinar sta v svojih knjigah govorila o avtohtonih ljudstvih Kavkaza. V srednjem veku so se na območje naselili različni narodi, vključno Skiti, Alani, Huni, Hazari, Arabci, seldžuški Turki in Mongoli. Ti vpadi so vplivali na kulturo narodov Zakavkazja. Vzporedno je na regijo vplival Bližnji vzhod in razširjal iranske jezike in islamsko vero.
Na obrobju Irana, Rusije in Turčije, je bila ta regija stoletja prizorišče političnih, vojaških, verskih in kulturnih rivalstev in ekspanzionizma. Skozi svojo zgodovino je bila regija pod nadzorom različnih imperijev, vključno z ahemenidskim, novoasirskim , partskim, rimskim, sasanskim, bizantinskim, mongolskim inosmanskim, zaporedno iranskimi (Safavidi, Afšaridi, Kadžari) in [[Rusko cesarstvo|ruskim cesarstvom, ki so vse predstavile svoje vere in kulture. Skozi zgodovino je bilo Zakavkazje običajno pod neposrednim nadzorom različnih cesarstev temelječih v Perziji (iranu) in del perzijskega sveta. V 19. stoletju je moral Kadžarski Iran nepreklicno odstopiti to regijo (poleg svojih ozemelj v Dagestanu na Severnem Kavkazu) zaradi dveh rusko-perzijskih vojn v tem stoletju cesarski Rusiji.
Starodavna kraljestva regije so med drugim vključevala kraljestvo Armenija, kavkaško Albanijo in Kavkaško Iberijo. Ta kraljestva so bila kasneje vključena v različna perzijska cesarstva, vključno z Ahemenidskim cesarstvom, Partskim cesarstvom in Sasanidskim cesarstvom, med katerimi je zoroastrstvo postalo prevladujoča religija v regiji. Vendar je zoroastrstvo po vzponu krščanstva in spreobrnitvi kavkaških kraljestev v novo religijo izgubil svojo razširjenost in preživel le zaradi perzijske moči in vpliva, ki je še vedno ostajal v regiji. Zakavkazje je tako postalo območje ne le vojaške, temveč tudi verske konvergence, kar je pogosto privedlo do hudih konfliktov z zaporednimi perzijskimi cesarstvi (in poznejšimi muslimanskimi) na eni strani ter z rimskim cesarstvom (in pozneje Bizantinskim cesarstvom) na drugi strani.
Iranski Parti so ustanovili in postavili več istoimenskih vej v Zakavkazju in sicer: armensko rodbino Arsakidov, ibersko rodbino Arsakidov in rodbino Arsakidov kavkaške Albanije.
Sredi 8. stoletja, z zajetjem Derbenda s strani Omajadske vojske med arabsko-kazarskimi vojnami, je večina Zakavkazja postala del kalifata, islam pa se je razširil po o regiji [9]. Kasneje je pravoslavno krščansko kraljestvo Gruzija prevladovalo nad večino Zakavkazja. Območje so nato osvojile selžuške, mongolske, turške, safavidske, osmanske, afšaridske in kadžarske rodbine.
Po dveh vojnah v prvi polovici 19. stoletja in sicer rusko-perzijski vojni (1804-1813) in rusko-perzijski vojni (1826-1828), je Rusko cesarstvo pridobilo večino Zakavkazja (in Dagestan na Severnem Kavkazu) od iranske rodbine Kadžar, kar je pretrgalo zgodovinske regionalne vezi z Iranom. Z Gulistansko pogodbo, ki je sledila po vojni 1804-1813, je bil Iran prisiljen na Rusijo prenesti sodobni Dagestan, Vzhodno Gruzijo in večino Azerbajdžanske republike. S Turkmenhajsko pogodbo, ki je sledila vojni 1826-1828, je Iran izgubil vse, kar je današnja Armenija in preostanek sodobne Azerbajdžanske republike, ki je ostala v iranskih rokah. Po vojni 1828–1829 so Osmani Rusom prepustili Zahodno Gruzijo (razen Adžarije, ki je bila znana kot Sandžak iz Batuma).
Leta 1844, kar obsega današnjo Gruzijo, Armenijo in Azerbajdžansko republiko, so združili pod eno samo cesarsko generalno vlado, ki so jo v letih 1844-1881 in 1905-1917 poimenovali kot podrejena kraljevina. Po rusko-turški vojni 1877–78 je Rusija anktirala Kars, Ardahan, Agri in Batumi, jih pridružila tej enoti in ustanovila Karssko oblast kot svoje najbolj jugovzhodno ozemlje na Zakavkazju.
Po padcu Ruskega cesarstva leta 1918 je bila regija Zakavkazje dvakrat združena v enotno politično celoto, kot Zakavkaška demokratična federativna republika od 9. aprila 1918 do 26. maja 1918 in kot Zakavkaška socialistična federativna republika od 12. marca 1922 do 5. decembra 1936, vsakokrat razpuščena v ločene republike Armenijo, Azerbajdžan in Gruzijo.
Rusko-gruzijska vojna je avgusta 2008 potekala po vsem Zakavkazju in prispevala k nadaljnji nestabilnosti v regiji, ki je enako zapletena kot na Bližnjem vzhodu, zaradi zapletene mešanice religij (predvsem muslimanske in pravoslavne krščanske) in etnojezičnih skupin.

## Vino
Zakavkazje, zlasti tam, kjer so sodobne Turčija, Gruzija, Armenija in Iran, je eno od domačih območij vinogradniške trte Vitis vinifera Some experts speculate that Transcaucasia may be the birthplace of wine production.. Nekateri strokovnjaki domnevajo, da je Zakavkazje lahko rojstni kraj proizvodnje vina. Arheološka izkopavanja in datiranje ogljika iz grozdnih semen s tega območja segajo v obdobje 7000–5000 pr. n. št. Vino, ki ga najdemo v Iranu, je datirano v c. 7400 pr. n. št. in c. 5000 pred našim štetjem, medtem ko vino, ki ga najdemo v Gruziji, datira v c. 6000 pr. n. št.  Najstarejše vino, datirano v c. leta 4000 pr. n. št., so našli v Armeniji.